# Andreaea camerunensis
Andreaea camerunensis är en bladmossart som beskrevs av Richards 1952. Andreaea camerunensis ingår i släktet sotmossor, och familjen Andreaeaceae. Inga underarter finns listade i Catalogue of Life.